# Comune distrettuale di Šalčininkai
Il comune distrettuale di Šalčininkai è uno dei 60 comuni della Lituania, situato nella regione della Dzūkija. Il comune è abitato principalmente da polacchi, che costituiscono circa l'80% della popolazione.

## Monumenti e luoghi di interesse
- Maniero di Jašiūnai